# 와인스킨

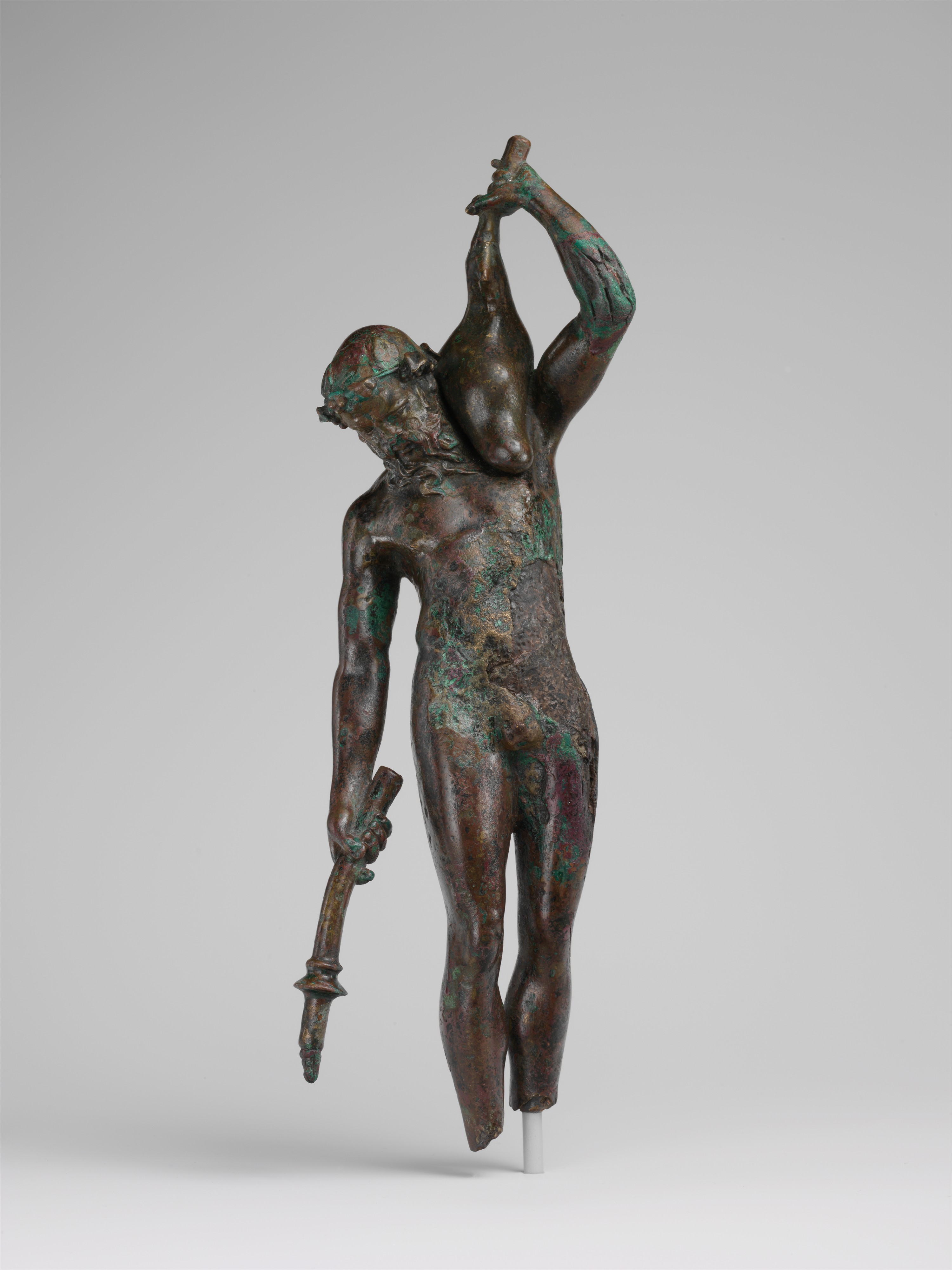

와인스킨(wineskin)은 포도주를 비축하거나 운송할 목적으로 보통 염소, 양으로 만들어진 피혁 동물 가죽으로 구성된 고대의 병 종류이다.

## 역사
와인스킨의 최초의 언급은 고대 그리스에서 기원하는데, 바카날리아라는 파티에서 바커스신에게 바쳐졌고 포도주 보존을 위해 와인스킨을 만들기 위해 염소가 희생물이 되었다.
새 포도주를 낡은 가죽부대에는 예수의 비유이다. 마태복음 9장 14-17절, 마가복음 2장 18-22절, 누가복음 5장 33-39절에서 볼 수 있다.

## 같이 보기
- 새 포도주를 낡은 가죽부대에